# Мирзоян, Светлана Вагаршаковна
Мирзоян Светлана Вагаршаковна (13 января 1936)  — советский и российский промышленный дизайнер и художник-конструктор, доктор искусствоведения, профессор кафедры промышленного дизайна (СПГХПА), член Союза Художников с 1972 г., член Союза Дизайнеров с 1987 г.  Внесла значительный вклад в становление уникальной, узнаваемой ленинградской и петербургской школы дизайна.
Дизайнер советских микроавтобусов РАФ-977. Автор более 160 проектов промышленных изделий и средств транспорта, из которых более 70 внедрены в производство. За время работы ею получены 42 свидетельства на промышленный образец.

## Биография
Родилась в интеллигентной семье. Отец – врач, мать – биолог.
В 1952 году поступила на кафедру скульптуры, отделение художественной обработки металла в Ленинградское Высшее Художественно-Промышленное училище (теперь СПГХПА им. А.Л. Штиглица), окончила ЛВХПУ им. В.И. Мухиной в 1959 году. С 1959 по 1963 работала художником-конструктором завода РАФ.
В 1971 г. С.В. Мирзоян окончила Межотраслевой институт повышения квалификации специалистов по художественному конструированию изделий и промышленных интерьеров, где затем преподавала. Она вступила в Союз художников СССР в 1972 г., позднее стала членом Санкт-Петербургского Союза Дизайнеров.

## Карьера
Светлана Вагаршаковна – дизайнер первого в стране микроавтобуса РАФ-977 «Латвия», отмеченного высочайшими наградами автомобильной выставки в Лондоне (1960 год); в 1961 году РАФ-977 получил премию на автосалоне в Брюсселе, а в 1962 году – в Париже.
С 1963 по 1983 год Светлана Вагаршаковна – дизайнер СХКБ при Рижском филиале ВНИИТЭ. Она - автор сотен реализованных дизайн-проектов в различных областях индустрии: автомобили, бытовая электроника, предметы быта и потребительские товары, графический дизайн. Электротягачи и электропогрузчики; пылесосы бытовые, детские, промышленные; станки; столовые приборы и посуда; телефонные аппараты VEF; концептуальный проект скоростного поезда ЭР-200; осветительное оборудование; мебель.
С 1964 года Светлана начинает сотрудничать с 85 заводом Гражданской Авиации (ГА), разрабатывает целый ряд образцов уникальной аэродромной и специальной техники.
С 1984 года работает в ЛВХПУ им В. И. Мухиной на кафедре «Промышленное искусство».
В 2017 году С.В. Мирзоян защитила докторскую диссертацию «Становление и развитие Санкт-Петербургской школы промышленного дизайна. Конец XIX в. - начало XX в.» по научной специальности 17.00.06: Техническая эстетика и дизайн.
С. В. Мирзоян — автор научных монографий, посвященных становлению дизайна в России («Санкт-Петербургская школа дизайна. От ЦУТР барона Штиглица до СПГХПА им. А.Л. Штиглица» (2012)).

### РАФ-977
В 1959 году недавно созданный завод РАФ, выпускавший до этого экспериментальные, скроенные на скорую руку автобусы, должен был наладить производство серийного микроавтобуса «на уровне лучших мировых образцов». Эту задачу и пришлось решать молодому специалисту Светлане Мирзоян.

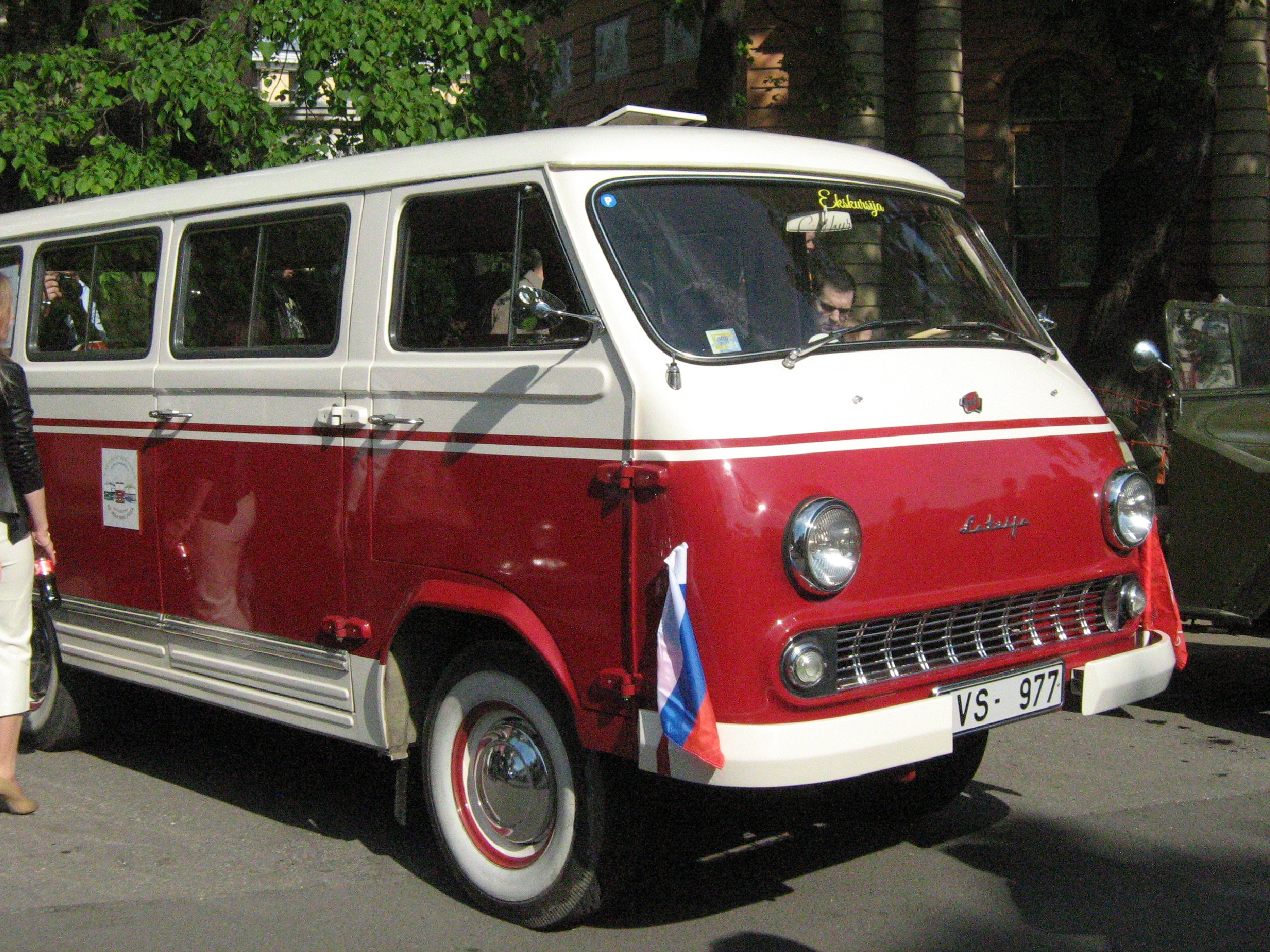
Микроавтобус РАФ-977

Это сейчас над дизайном автомобиля работают коллективы стилистов, дизайнеров,  художников. А тогда единственным специалистом по дизайну, эстетике, работающим над автобусом, был художник-конструктор. В рамки его обязанностей входило все: и стиль, и колористические решения, и разработка логотипа, графики рекламных буклетов, и даже защита проекта в министерстве.
Светлана сделала автобус в кратчайшие сроки. Микроавтобус «Латвия» поставлялся во многие страны мира. Было сделано множество его модификаций, бесконечное количество специализированной техники на его базе.
Мирзоян была единственным художником-конструктором на РАФе и занималась не только автодизайном, но и символикой, колористическими решениями, графикой рекламной продукции.

## Признание
Победитель премии Правительства Санкт‑Петербурга в области культуры и искусства за 2018 год за достижения в области дизайна
Почетная грамота Министерства образования и науки Российской Федерации